# Olympische Sommerspiele 2016/Teilnehmer (Vereinigte Arabische Emirate)
| Gelbes Symbol für Goldmedaillen mit stilisierten Olympischen Ringen | Graues Symbol für Silbermedaillen mit stilisierten Olympischen Ringen | Braundes Symbol für Bronzemedaillen mit stilisierten Olympischen Ringen |
| ------------------------------------------------------------------- | --------------------------------------------------------------------- | ----------------------------------------------------------------------- |
| —                                                                   | —                                                                     | 1                                                                       |

Die Vereinigten Arabischen Emirate nahmen an den Olympischen Spielen 2016 in Rio de Janeiro teil. Es war die insgesamt neunte Teilnahme an Olympischen Sommerspielen. Das emiratische NOC al-Ladschna al-ulimbiyya al-wataniyya bi-Daulat al-Imarat al-ʿarabiyya al-muttahida nominierte 13 Athleten in sechs Sportarten.
Nada al-Bedwawi wurde als Flaggenträgerin ausgewählt.

## Teilnehmer nach Sportarten

### Gewichtheben
| Athleten         | Wettbewerb       | Reißen  | Reißen | Stoßen  | Stoßen | Zweikampf | Zweikampf | Rang |
| Athleten         | Wettbewerb       | Gewicht | Rang   | Gewicht | Rang   | Gewicht   | Rang      | Rang |
| ---------------- | ---------------- | ------- | ------ | ------- | ------ | --------- | --------- | ---- |
| Frauen           |                  |         |        |         |        |           |           |      |
| Aisha al-Balushi | Klasse bis 85 kg | 72 kg   | 16     | 90 kg   | 16     | 162 kg    | 16        | 16   |

### Judo
| Athleten        | Wettbewerb | 1. Runde     | 1. Runde    | 2. Runde      | 2. Runde      | Viertelfinale | Viertelfinale | Halbfinale / Trostrunde | Halbfinale / Trostrunde | Finale / Platz 3 | Finale / Platz 3 | Rang   |
| Athleten        | Wettbewerb | Gegner       | Ergebnis    | Gegner        | Ergebnis      | Gegner        | Ergebnis      | Gegner                  | Ergebnis                | Gegner           | Ergebnis         | Rang   |
| --------------- | ---------- | ------------ | ----------- | ------------- | ------------- | ------------- | ------------- | ----------------------- | ----------------------- | ---------------- | ---------------- | ------ |
| Männer          |            |              |             |               |               |               |               |                         |                         |                  |                  |        |
| Victor Scvortov | bis 73 kg  | Z. Mater     | 101s0:000s1 | S. Ōno        | 000s0:100s0   | ausgeschieden | ausgeschieden | ausgeschieden           | ausgeschieden           | ausgeschieden    | ausgeschieden    | 9      |
| Sergiu Toma     | bis 81 kg  | S. Maresch   | 101s2:000s4 | V. Penalber   | 101s1:001s0   | T. Nagase     | 001s3:000s0   | C. Chalmursajew         | 000s2:100s2 (GS)        | M. Marconcini    | 100s0:000s0      | Bronze |
| Ivan Remarenco  | bis 100 kg | L. Bouyacoub | 000s0:010s0 | ausgeschieden | ausgeschieden | ausgeschieden | ausgeschieden | ausgeschieden           | ausgeschieden           | ausgeschieden    | ausgeschieden    | 17     |

### Leichtathletik
Laufen und Gehen 
| Athleten            | Wettbewerb | Runde 1         | Runde 1         | Halbfinale      | Halbfinale      | Finale          | Finale          | Rang            |
| Athleten            | Wettbewerb | Zeit            | Rang            | Zeit            | Rang            | Zeit            | Rang            | Rang            |
| ------------------- | ---------- | --------------- | --------------- | --------------- | --------------- | --------------- | --------------- | --------------- |
| Frauen              |            |                 |                 |                 |                 |                 |                 |                 |
| Betlhem Desalegn    | 1500 m     | nicht gestartet | nicht gestartet | nicht gestartet | nicht gestartet | nicht gestartet | nicht gestartet | nicht gestartet |
| Alia Saeed Mohammed | 10.000 m   | –               | –               | –               | –               | 31:56,74 min    | 23              | 23              |
| Männer              |            |                 |                 |                 |                 |                 |                 |                 |
| Saud al-Zaabi       | 1500 m     | 4:02,35 min     | 38              | ausgeschieden   | ausgeschieden   | ausgeschieden   | ausgeschieden   | 38              |

### Radsport

#### Straße
| Athleten                 | Wettbewerb    | Zeit          | Rang          |
| ------------------------ | ------------- | ------------- | ------------- |
| Männer                   |               |               |               |
| Yousef Mirza Bani Hammad | Straßenrennen | nicht beendet | nicht beendet |

### Schießen
| Athleten         | Wettbewerb | Qualifikation   | Qualifikation | Finale          | Finale        | Ringe/ Scheiben | Rang |
| Athleten         | Wettbewerb | Ringe/ Scheiben | Rang          | Ringe/ Scheiben | Rang          | Ringe/ Scheiben | Rang |
| ---------------- | ---------- | --------------- | ------------- | --------------- | ------------- | --------------- | ---- |
| Männer           |            |                 |               |                 |               |                 |      |
| Khaled al-Kaabi  | Doppeltrap | 134             | 9             | ausgeschieden   | ausgeschieden | 134             | 9    |
| Saeed al-Maktoum | Skeet      | 118             | 17            | ausgeschieden   | ausgeschieden | 118             | 17   |
| Saif Bin Futtais | Skeet      | 114             | 29            | ausgeschieden   | ausgeschieden | 114             | 29   |

### Schwimmen
| Athleten         | Wettbewerb    | Vorlauf | Vorlauf | Halbfinale    | Halbfinale    | Finale        | Finale        | Rang |
| Athleten         | Wettbewerb    | Zeit    | Rang    | Zeit          | Rang          | Zeit          | Rang          | Rang |
| ---------------- | ------------- | ------- | ------- | ------------- | ------------- | ------------- | ------------- | ---- |
| Frauen           |               |         |         |               |               |               |               |      |
| Nada al-Bedwawi  | 50 m Freistil | 33,42 s | 78      | ausgeschieden | ausgeschieden | ausgeschieden | ausgeschieden | 78   |
| Männer           |               |         |         |               |               |               |               |      |
| Yaaqoub al-Saadi | 100 m Rücken  | 59,58 s | 37      | ausgeschieden | ausgeschieden | ausgeschieden | ausgeschieden | 37   |